# Rodney Frelinghuysen
Rodney P. Frelinghuysen, född 29 april 1946 i New York, är en amerikansk republikansk politiker. Han representerade delstaten New Jerseys elfte distrikt i USA:s representanthus 1995–2019. Fadern Peter Frelinghuysen var kongressledamot 1953–1975. Utrikesministern Frederick T. Frelinghuysen var Rodney Frelinghuysens farfars farfar.
Frelinghuysen avlade 1969 sin kandidatexamen vid Hobart College. Han tjänstgjorde i USA:s armé 1969–1971 under Vietnamkriget.
Kongressledamoten Dean Gallo kandiderade inte till omval i kongressvalet 1994 på grund av hälsoskäl. Gallo avled i ämbetet i november 1994. Frelinghuysen vann kongressvalet och efterträdde Gallo i representanthuset i januari 1995.
Den 29 januari 2018 meddelade Frelinghuysen att han inte skulle kandidera för ytterligare en mandatperiod.

## Politiska positioner
Från och med januari 2018 hade Frelinghuysen röstat med sitt parti i 95,2 procent av omröstningarna dittills i den nuvarande sessionen av kongressen, och han röstade i linje med president Trump i 90,4 procent av omröstningarna. Frelinghuysens röstningspresentationer har beskrivits som måttlig.